# Haslau bei Birkfeld
Haslau bei Birkfeld ist eine Ortschaft und ehemalige Gemeinde mit 395 Einwohnern (Stand: 1. Jänner 2024) in der Steiermark, im Bezirk Weiz, sie liegt im oberen Feistritztal, fünf Kilometer von Birkfeld Richtung Gasen. Im Rahmen der steiermärkischen Gemeindestrukturreform
ist sie seit 2015 mit den Nachbargemeinden Gschaid bei Birkfeld, Birkfeld, Koglhof und Waisenegg zusammengeschlossen.
Die Marktgemeinde führt den Namen „Birkfeld“ weiter.

## Gliederung
Die Haslau ist zweigeteilt. Die obere Haslau ist landwirtschaftlich geprägt und die untere Haslau wird von Pendlern bewohnt.

## Politik

### Wappen
Blasonierung:
„In silbernem Schild ein links unten beginnender bogenförmiger grüner Haselzweig mit roten Nüssen, auf dem ein silbern gezeichneter schwarzer Haselhahn sitzt.“
Die Verleihung des Gemeindewappens erfolgte mit Wirkung vom 14. Juni 1993. Wegen der Gemeindezusammenlegung verlor das Wappen mit 1. Januar 2015 seine offizielle Gültigkeit.

## Wirtschaft
Wegen der Krise der Holzindustrie nach dem Zweiten Weltkrieg sind viele Arbeitsstellen in der Haslau verloren gegangen. Der größte Betrieb der Haslau ist der Forellengasthof Kulmer.

## Sport
Der Stocksport hat in der Haslau hohen Stellenwert.